# Кончар
Конча́р (тат. Kandzar, пол. Koncerz) — тип восточного и древнерусского колющего холодного оружия. 
Носился в ножнах на поясе военнослужащего или приторачивался к седлу коня. Представляет собой меч с прямым, длинным (до 1,6 метров) и узким трёх- или четырёхгранным клинком. Ограниченно применялся в государствах и странах Азии, восточной и центральной Европы в XII—XVII веках.

## История
В сказании о Куликов. битве впервые упоминается о кончарах, ранее к-рых появились тесаки. Кончар — прямой длинный, до 2 арш., меч, с оч. узким 3- или 4-гран. клинком, привешивался на поясе с прав. стороны или к седлу; назначение его — колоть прот-ка сквозь кольчат. доспех.— Древне-русское вооружение, Военная энциклопедия (Сытин, 1911—1915).
Кончар был заимствован славянами у тюркских народов. Такой меч был эффективен для пробития кольчуг, бехтерцев, шерстяных бурок. Также преимущество гранёного клинка было в том, что он был прочнее плоского, и при том же весе его можно было сделать длиннее.
Кончар использовался в основном конными воинами. В бою он удерживался одной рукой, и удар наносился за счёт скорости и массы коня (нередко он использовался как «запасная пика»). В пешем бою, чтобы пробить латы, его держали двумя руками.
Польские крылатые гусары, помимо сабли, часто имели кончар, который использовали в случае если ломалось копьё. Если саблю носили на поясе, то кончар крепили к правой луке седла, как чисто кавалерийское оружие. Гийом де Боплан сообщает, что гусары использовали кончары длиной 5 футов для добивания упавшего на землю противника.
В Западной Европе получил распространение двуручный вариант подобного оружия — эсток, предназначенный для силового пробивания рыцарских лат.
Кончар, находившийся на вооружении у регулярных гусар Священной Римской Империи, стоил примерно в шесть раз дороже положенной по Уставу сабли и делался из самой лучшей стали.

## Распространение
Применение кончара описывается в летописях Хорезма во времена нашествия Чингисхана. На Руси кончары упоминаются впервые в сказаниях о Куликовской битве (1380 год), однако широкого распространения в русской коннице они так и не получили. В русских источниках XVI—XVII веков кончары не упоминаются. Несколько парадных кончаров XVII века хранятся в Оружейной палате Московского Кремля, выставлен польский кончар и в Государственном историческом музее в Москве. В Польше и Венгрии в XIV—XVII веках кончары были распространены относительно широко, использовались конницей и подвешивались к поясу или седлу с правой стороны.
- Польский кончар.
- Польский кончар.